# Rhinocerotinae
Na subfamília Rhinocerotinae figuram os rinocerontes com os chifres que nós conhecemos.Também é a única sobrevivente.